# صرخة 6
سكريم 6 هو فيلم تقطيع أمريكي لعام 2023 من إخراج مات بيتينيلي أولبين وتايلر غيليت ومن بطولة كورتني كوكس، ميليسا باريرا، جينا أورتيغا، جاسمين سافوي براون، ميسون غودينغ وهايدن بانتير.

## روابط خارجية
- الموقع الرسمي
- صرخة 6 على موقع IMDb (الإنجليزية)
- صرخة 6 على موقع ميتاكريتيك (الإنجليزية)
- صرخة 6 على موقع روتن توميتوز (الإنجليزية)
- صرخة 6 على موقع نتفليكس (الإنجليزية)
- صرخة 6 على موقع ألو سيني (الفرنسية)
- صرخة 6 على موقع أول موفي (الإنجليزية)
- صرخة 6 على موقع فيلمافينيتي (الإسبانية)
- صرخة 6 على موقع قاعدة بيانات الأفلام السويدية (السويدية)
- صرخة 6 على موقع قاعدة بيانات الفيلم (الإنجليزية)
- صرخة 6 على موقع ليتربوكسد (الإنجليزية)